# Maison de Stevan Mokranjac à Negotin
La maison de Stevan Mokranjac à Negotin (en serbe cyrillique : Кућа Стевана Мокрањца у Неготину ; en serbe latin : Kuća Stevana Mokranjca u Negotinu) se trouve à Negotin, dans le district de Bor, en Serbie. Elle est inscrite sur la liste des monuments culturels de grande importance de la République de Serbie (identifiant no SK 310).

## Présentation

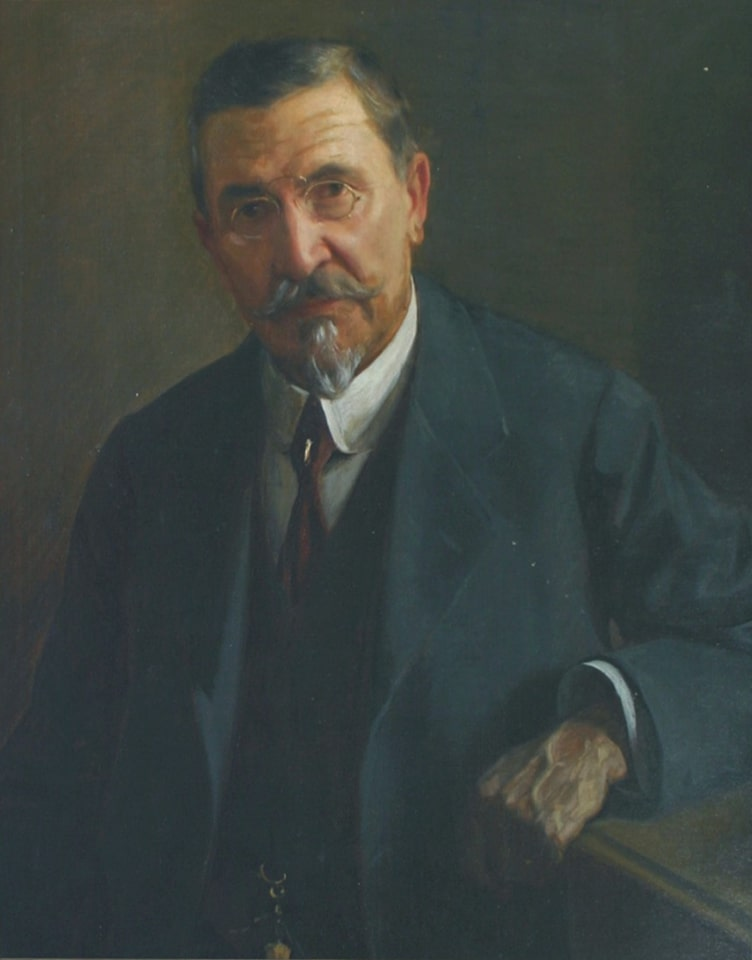
Portrait de Stevan Mokranjac par Uroš Predić

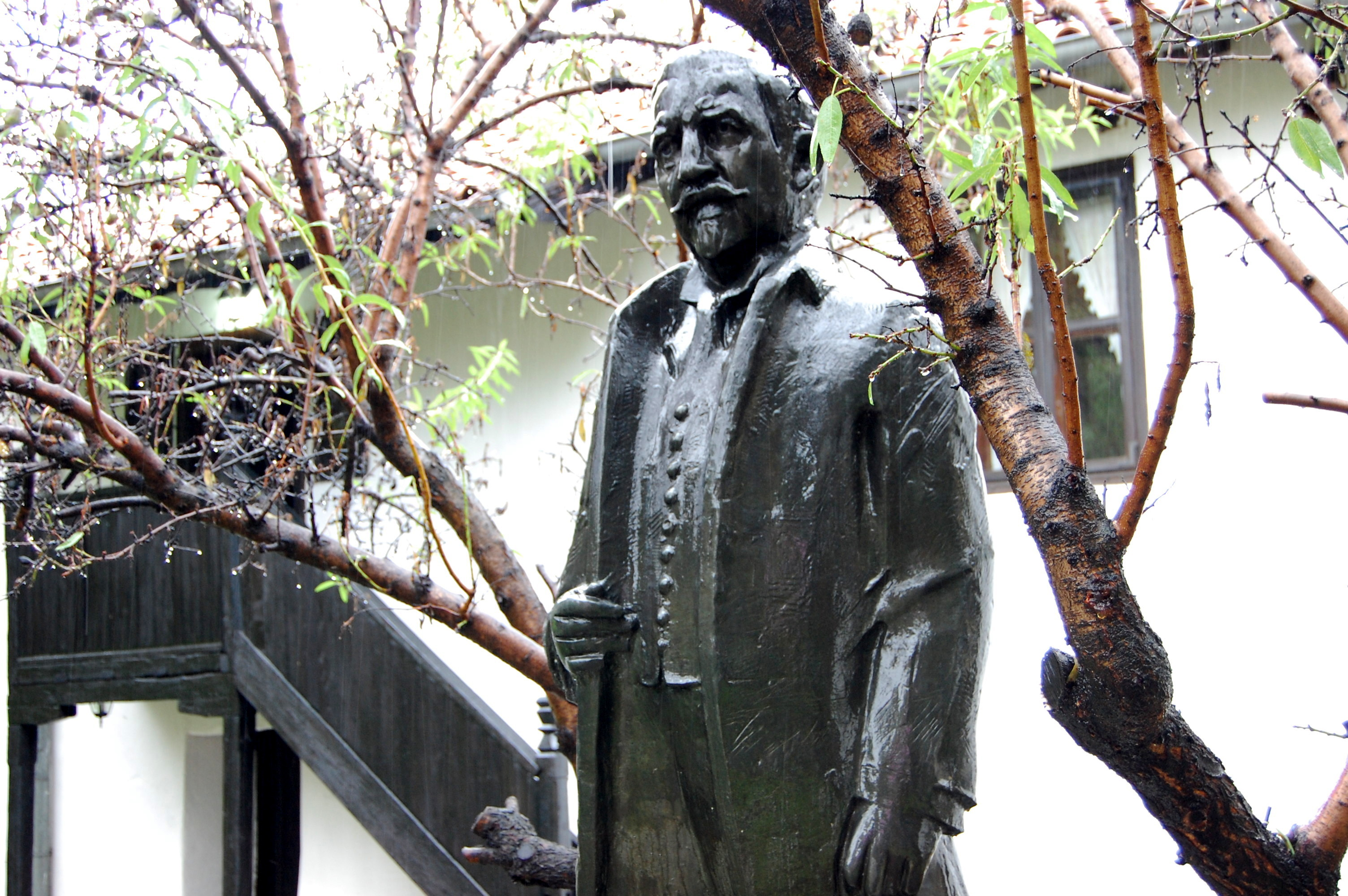
Statue de Stevan Mokranjac devant sa maison natale

La maison natale de Stevan Mokranjac a été construite au milieu du XIXe siècle dans le style des maisons de ville de cette époque,. On sait qu'en 1867 elle appartenait à Marija Mokranjac, comme en témoigne un acte officiel daté de 1889. Stevan Mokranjac, considéré comme l'un des plus grands compositeurs serbes,, y est né en 1856.
La maison est constituée de deux parties : un sous-sol en pierres à demi enterré et un rez-de-chaussée construit selon la technique des colombages réservé à l'usage résidentiel ; cet espace est lui-même composé de deux pièces et d'une cuisine ; le toit à deux pans est recouvert de tuiles,.
En 1964, la maison a été adaptée pour devenir un musée commémoratif rattaché au Musée de la Krajina. Le sous-sol accueille des concerts, tandis que l'étage abrite des instruments de musique ainsi que des documents et des objets liés à la vie et à l'œuvre de Stevan Mokranjac ; on y trouve aussi les portraits du compositeur et de sa femme par Uroš Predić.
Autour de la maison se trouve également un vaste ensemble qui abrite une petite dépendance. D'importants travaux d'aménagement ont été réalisés sur cet en ensemble en 1980. À l'occasion de ces travaux, une statue en bronze représentant le compositeur a été dévoilée ; la statue est l'œuvre du sculpteur Nebojša Mitrić.